# North York Moors
Los North York Moors (también conocidos como los North Yorkshire Moors) son un parque nacional en North Yorkshire, Inglaterra (Reino Unido). Los (moors) son una de las mayores extensiones de parameras de brezo en el Reino Unido. Abarcan una superficie de 1436 km², y tienen una población de alrededor de 25 000 personas. Los North York Moors se convirtieron en parque nacional en el año 1952, a través de la National Parks and Access to the Countryside Act de 1949.

## Ubicación y transporte
Al este la región está claramente definida por los impresionantes acantilados de la costa del mar del Norte. Los límites norte y oeste se definen por las escarpadas laderas que limitan las tierras bajas de Tees y el valle de Mowbray. Al sur queda el valle de Pickering.
Cuatro carreteras cruzan los páramos de norte a sur. En el este, la A171 une Whitby y Scarborough. Más al interior, la A169 corre entre Pickering y Whitby. Más en el centro, una carretera menor parte de la A170 en Keldholme y pasa a través de Castleton antes de unirse a la A171 que conecta Whitby y Guisborough. La ruta más occidental es la B1257 que conecta Helmsley y Stokesley. La A170 desde Thirsk a Scarborough marca el límite meridional de la zona de páramos.
Hay una línea de ferrocarril principal este-oeste que une Whitby con Middlesbrough en el norte y la North Yorkshire Moors steam railway que corre desde Pickering a Grosmont con un enlace a Whitby.
La red de autobús "Moorsbus" ofrece una vía alternativa alrededor de los North York Moors, en lugar de usar coches privados.

## Geografía

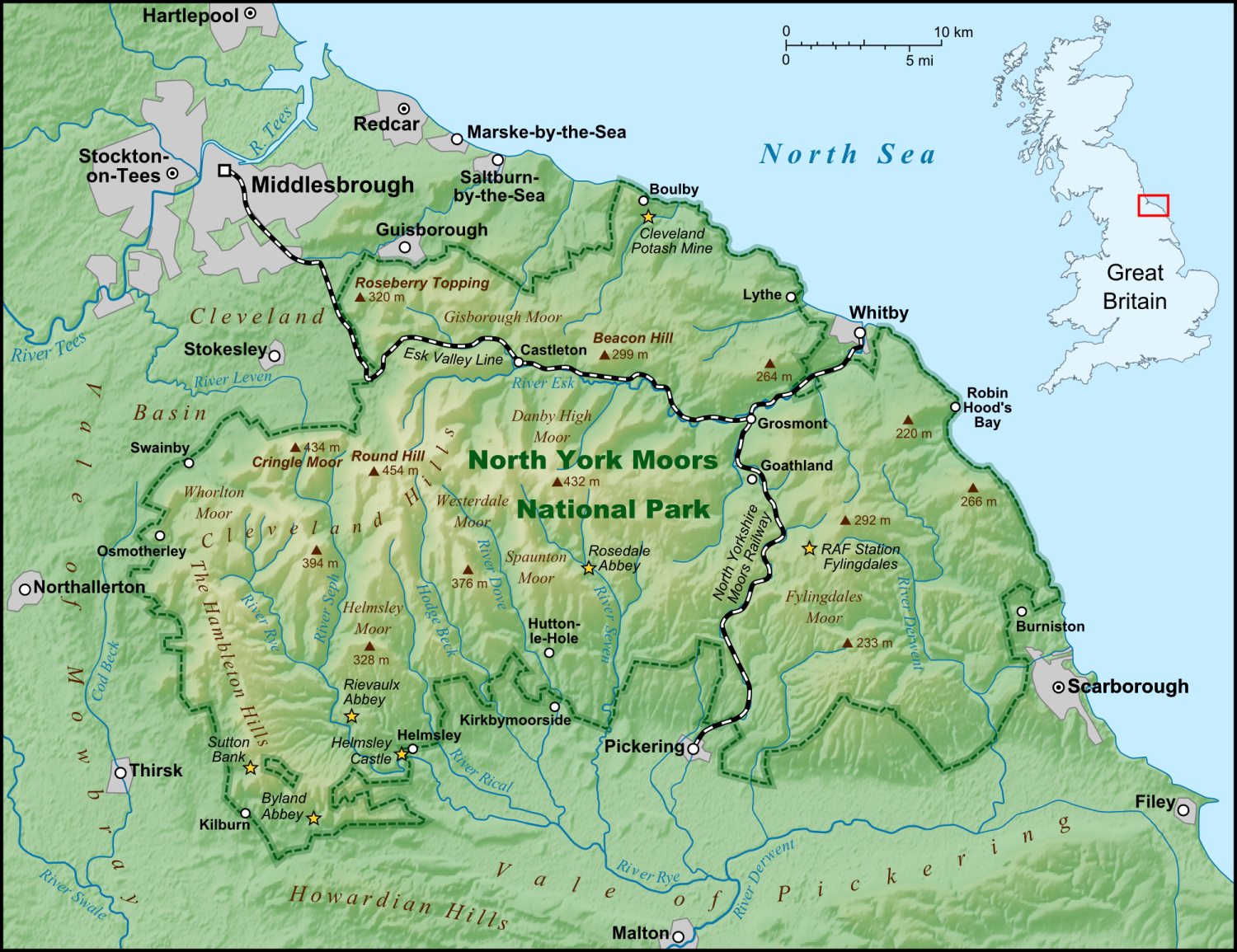

Esta región generalmente tiene veranos frescos e inviernos relativamente suaves. Las condiciones climatológicas varían de un día para otro así como de estación a estación. La latitud de la zona significa que está influido por vientos predominantemente del oeste con depresiones y frentes asociados a ellos, trayendo con ellos un tiempo inseguro y ventoso, particularmente en invierno. La temperatura media en verano está en torno a los 26º mientras que en invierno es de 4º.
La geología de los North York Moors está dominada por rocas del período jurásico. Las fluctuaciones en el nivel del mar producen diferentes tipos de roca variando desde esquisto a areniscas y calizas derivadas del coral. Durante el período cuaternario, los últimos 2 millones de años, la zona ha experimentado una serie de glaciaciones, siendo la más reciente la de Würm que acabó hace 20.000 años. Las partes más altas de los North York Moors no estuvieron cubiertas de capas de hielo sino de glaciares que fluían hacia el sur a ambos lados de la masa de tierra más alta.
Los North York Moors se ven avenados por dos principales sistemas fluviales. La parte norte de la región está dominada por el río Esk y sus afluentes. El Esk fluye de oeste a este y desemboca en el mar del Norte por Whitby. En el sur, los páramos se ven regados por el río Derwent (Yorkshire) y su tributario el río Rye. El Derwent cruza el valle de Pickering fluyendo hacia el oeste, gira al sur en Malton y fluye a través de la parte oriental del valle de York antes de desaguar en el río Ouse en Barmby on the Marsh.
En cuanto a los montes de este parque nacional, la mayor altura es Urra Moor ("monte redondo") con 454 m s. n. m.

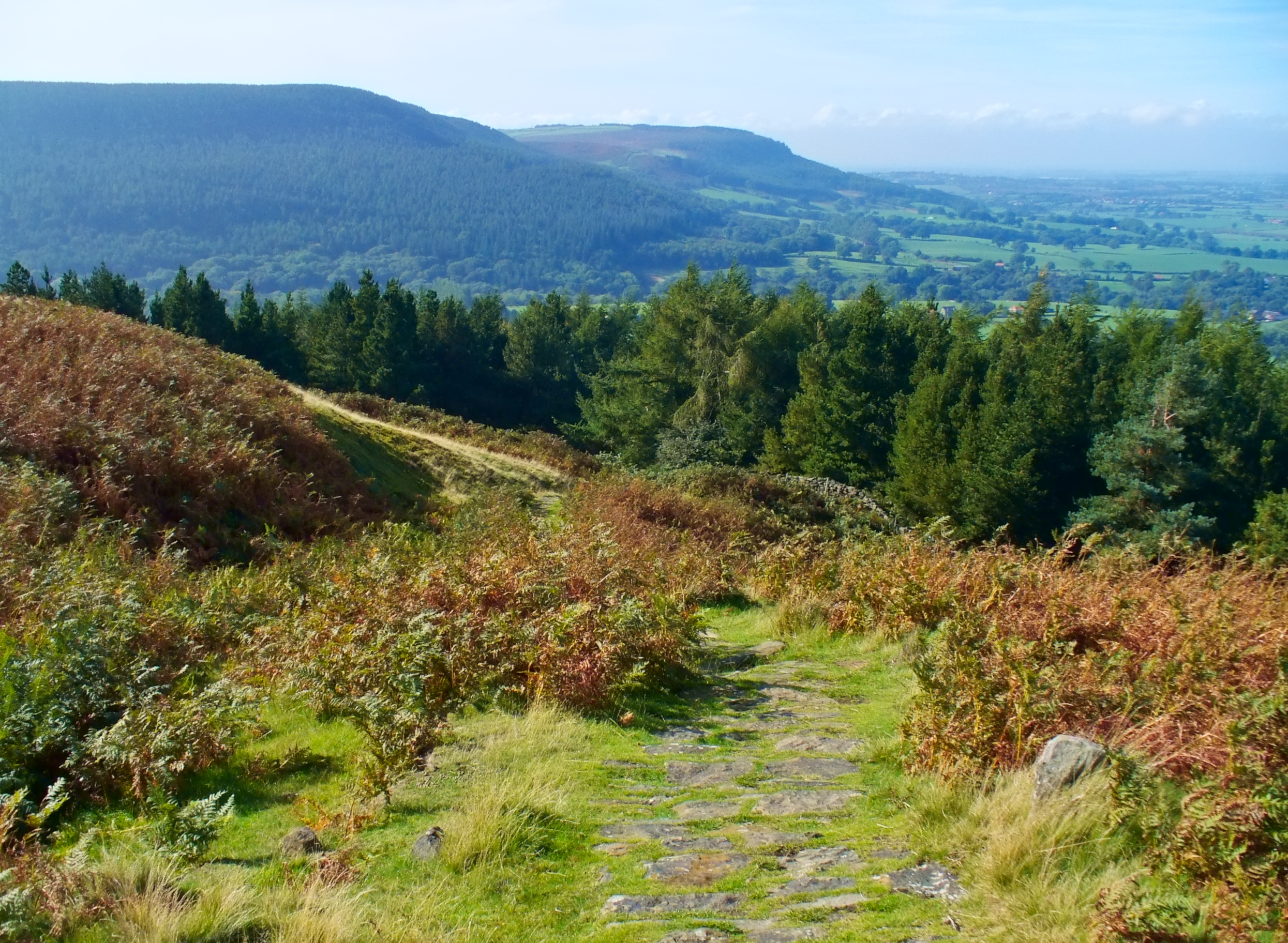
Vista hacia el oeste por la Cleveland Way en Live Moor (cerca de Heathwaite, North Yorkshire).

El parque nacional abarca dos principales tipos de paisaje, cuyas diferencias son claramente visibles: los páramos y el cinturón de caliza, y la costa. Hay áreas predominantemente verdes de pasto y los páramos de brezo púrpura y marrón. Las dos clases de escenarios son el resultado de diferencias en la geología subyacente y cada una sostiene diferentes comunidades de flora y fauna.
Muchos visitantes de los páramos disfrutan de actividades al aire libre, particularmente el senderismo; el parque tiene una red de senderos de derecho público de paso de casi 2300 km de largo, y la mayor parte de las zonas de páramos abiertos estarán libres para acceder a ellos bajo la ley del año 2000 Countryside and Rights of Way Act. entre los senderos más populares se encuentra la Cleveland Way, que rodea los páramos, y tiene un sector a lo largo de la costa; y la Lyke Wake Walk, que lleva directamente a través del corazón de los páramos. La zona también ofrece oportunidades para el ciclismo, la bicicleta de montaña y la equitación. Los escarpes inclinados que definen los bordes del parque en tres lados son usados por algunos clubes de vuelo sin motor.

## Historia
Están documentados 12 000 yacimientos arqueológicos en el parque, 700 de los cuales son calificados como monumento planificado. Van desde el Mesolítico hasta los tiempos modernos. La datación por radiocarbono de granos de polen conservados en la turba del páramo proporciona una documentación de las auténticas especies de plantas que existieron en diversos periodos del pasado. Hace unos 10 000 años, el clima frío de la edad de hielo mejoró y las temperaturas subieron por encima del punto de crecimiento de 5,5 °C. Las plantas fueron restableciéndose y los animales y los humanos regresaron.